# Ákos István (nádor)

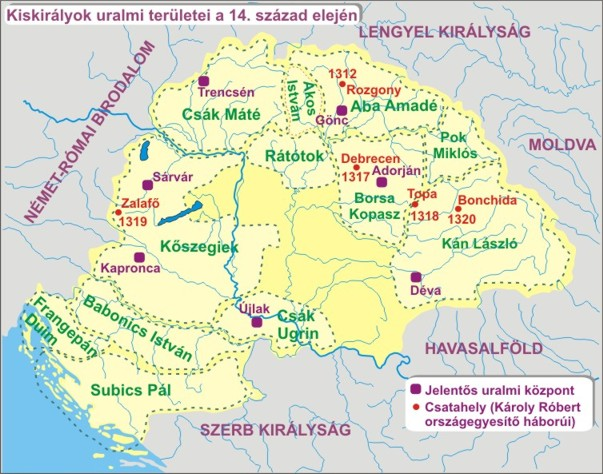
Tartományurak uralmi területei Magyarországon a 14. század elején

Ákos István (1260 körül – 1315) országbíró és nádor (1301. október – 1307. október), az úgynevezett kiskirályok (tartományurak) egyike.

## Élete
Az Ákos nemzetség Ernye ágának tagjaként Ákos Ernye országbíró fia volt. Feleségétől, az ismeretlen vezetéknevű Katalintól 7 fia és 2 leánya született. A történeti forrásokban 1281–1315 között szerepel. 1281-ben gömöri és borsodi ispán volt. 1282-ben részt vett a Hód-tavi csatában, majd Borostyánkő ostromában és IV. László király Gede és Perestyén várak alatt vívott küzdelmeiben. IV. László után III. Andrásnak is bizalmasa lett. 1293 és 1295 között királynéi tárnokmester. 1298-ban szövetséget kötött III. András királlyal és több előkelővel. 1298-tól 1300-ig volt országbíró.
A király halálakor (1301. január 14.) ő búcsúztatta Andrást, mint az „Árpád-ház utolsó aranyágacskáját”. A nádori méltóságot a többi kiskirállyal együtt töltötte be, azaz a saját birtokain ő volt a nádor. Az 1301–1308-as interregnum idején Vencel cseh trónörököst támogatta, és tőle különféle tisztségeket és birtokokat kapott. 1307-ben a rákosi országgyűlésen elismerte Károly Róbert királyságát, és ezután teljesen visszavonult a politikai élettől. Tartományúri hatalma körülbelül Borsod vármegyét ölelte fel, ahol mintegy 50 birtoka és 5 vára volt (közte Diósgyőrrel és Dédessel). Központját Diósgyőrben rendezte be. Diósgyőrben és Bükkszentléleken pálos kolostort alapított.
Egyik fiát, Istvánt Wittelsbach bajor herceg leányával házasította össze. Egyik leányát, Anyicsot (Anics) Borsa Beke tárnokmester vette feleségül. Bekét úgy említik a források, hogy „István nádor generusa” („magister Beke comes byhoriensis gener noster carissimus”).
Halála után, 1317-ben fiai – István és János – Borsa Kopasz királyellenes tartományúr oldalán vettek részt a debreceni csatában. A vereség után fiai a dédesi várba menekültek. Ezt a király hadvezére, Debreceni Dózsa megostromolta és elfoglalta, ami után a hűtleneket fej- és jószágvesztésre ítélték.
1947-ben Diósgyőrben az ő nevét kapta a korábbi Kossuth utca egyik szakasza (a névváltoztatásra Nagy-Miskolc létrejötte után volt szükség, elkerülendő a névütközést a belvárosi Kossuth utcával). Az utca jelenleg Bartók Béla nevét viseli.